# Gråsteinsbygningen

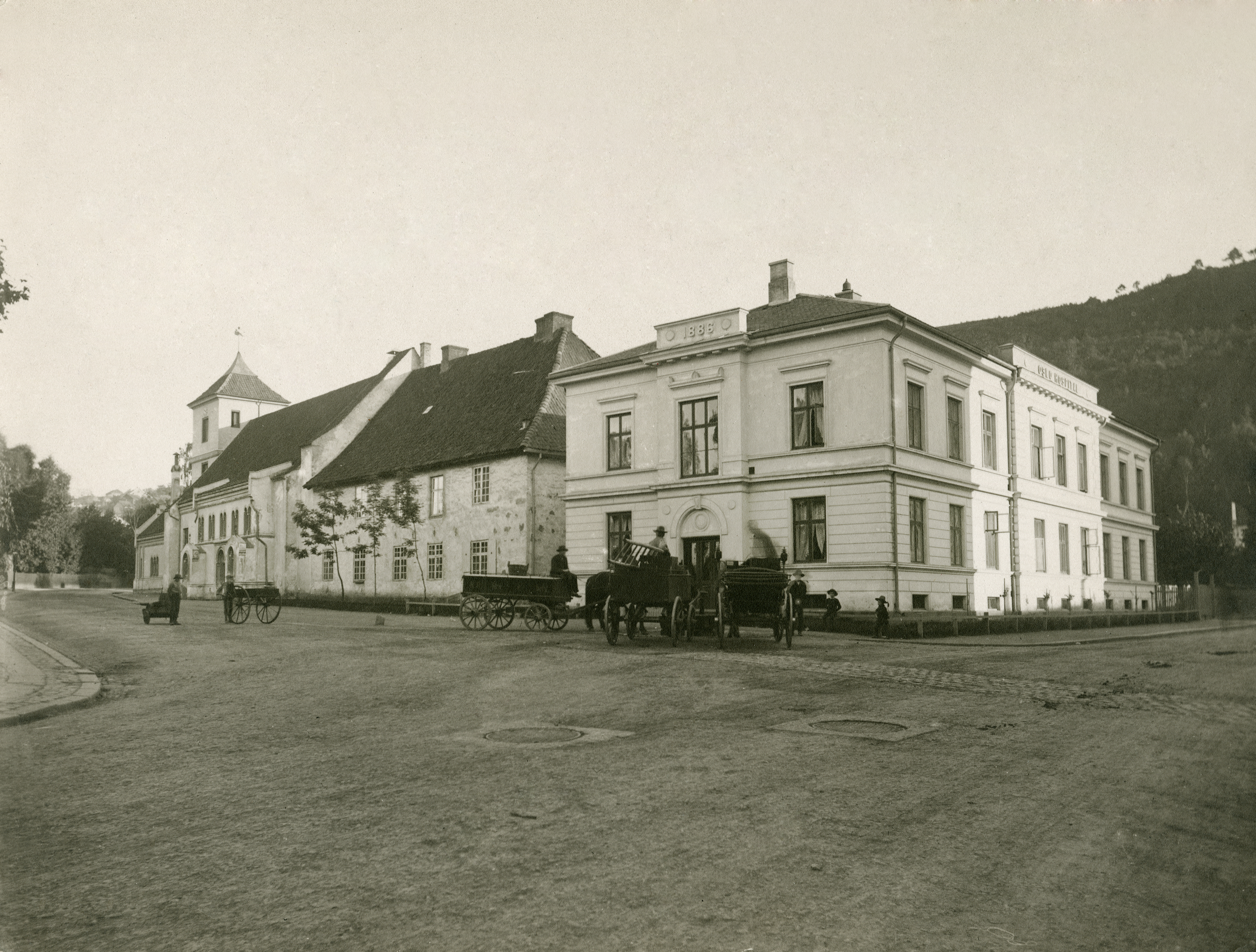
Kyrkan, Gråsteinsbygningen och Damehjemmet, okänt årtal, men efter 1888.

Gråsteinsbygningen, eller Det nye hospital, är en byggnad i Medeltidsstaden i Oslo. Den byggdes 1735–1737 som en förlängning av Gamlebyen kirke vid Ekebergsveien och var då Oslo Hospitals huvudbyggnad.
Oslo Hospital har sitt ursprung som spetälskesjukhus och del av Franciskanklostret i Oslo. Sjukhuset brändes ned 1567 av svenska soldater, men byggdes upp igen omkring 1580 på order av kung Fredrik II. Gråsteinsbygningen ritades av den invandrade tyske arkitekten Gabriel Bätzman (död 1755) och uppfördes i lokal kalksten, lerskiffer och gnejs.
Gråsteinsbygningen är ett byggnadsminne.